# 依波路足球隊
依波路足球隊（Ernest Borel Football Team，簡稱依波路），是一支前香港甲組足球聯賽球隊，由瑞士手錶公司依波路贊助，於1990年借用海蜂足球隊會籍參賽，至1993年宣佈解散。

## 球隊歷史
成立於1990年，由瑞士手錶依波路贊助，於1990–91年度球季，開始借用海蜂足球隊會籍參加香港甲組足球聯賽。
1991年夏天，以14萬港元轉會費羅致愉園中堅譚亞福，創造當年本地球員最高轉會費紀錄。
1991–92年度球季，晉身總督盃決賽，以2–1擊敗南華，奪得球隊史上首項錦標，門將索格寧與中場基力分別獲選「最佳防守球員」及」最佳攻擊球員」。同一球季亦晉身香港足總盃決賽，以1–0擊敗另一支商業球隊快譯通奪冠，成為「雙料冠軍」。
1992–93年度球季，再次晉身香港足總盃決賽，惟以0–1不敵東方，只能夠屈居亞軍。
於1993年宣佈解散，在香港甲組足球聯賽角逐了3個球季，聯賽最佳排名是1990–91年度球季獲得殿軍。盃賽方面，曾奪得一次總督盃及一次香港足總盃冠軍。

## 球會榮譽
| 總督盃 冠軍     | 1 | 1991–92年 |
| 香港足總盃 冠軍 | 1 | 1991–92年 |

## 著名球員
- 本地球員：歐偉倫、譚亞福、陳樹明、陳國輝、吳鑑鴻、黃耀信、何輝、李福榮、王啟源
- 外援球員：索格寧（英语：Perry Suckling）、基力（英语：Craig Foster (footballer)）、湯臣（英语：Keith Thompson (footballer)）、葛依亞（英语：Clive Goodyear）、荷杜、加里梳、費寧根（英语：Tony Finnigan）、干尼（英语：Dean Coney）